# Гебхард II фон Алвенслебен
Гебхард II фон Алвенслебен (на немски: Gebhard II von Alvensleben; * ок. 1214 в Еркслебен; † сл. 1285) е рицар, маркт-бранденбургски фогт на Арнебург.
Той е син на Йохан II фон Алвенслебен († пр. 1252) и съпругата му фон Фридебург, дъщеря на Улрих I фон Полебен († сл. 1189). Внук е на Гебхард I фон Алвенслебен († сл. 1216), който построява епископския дворец в Халберщат.

## Фамилия
Гебхард II фон Алвенслебен се жени 1241 г. за Мехтхилд фон Ванцлебен (* 1224; † сл. 1307), потомка на рицар Бодо фон Ванцлебен († сл. 1167), сестра на Хайнрих фон Ванцлебен († сл. 1288), дъщеря на Лудвиг фон Ванцлебен († сл. 1240), министериал на Херцогство Брауншвайг. Те имат децата:
- Гебхард III фон Алвенслебен (* ок. 1242; † сл. 1303), рицар, бургман на Алвенслебен, женен за София фон Аймбек (* ок. 1252); имат три сина
- Хайнрих фон Алвенслебен (* ок. 1245; † 1316 – 1317)
- Фридрих фон Алвенслебен (* ок. 1248; † 1322 – 1323), женен 1307 г. за Гертрауд; имат син и дъщеря
- Албрехт фон Алвенслебен (* ок. 1251; † пр. 1323)
- Гертруд фон Алвенслебен (* ок. 1253; † сл. 1313)
- Петриса фон Алвенслебен (* ок. 1255; † пр. 1306)
- Захариас фон Алвенслебен (* ок. 1257; † пр. 1306)